# Ronja Reuber
Ronja Reuber, född 1992 i Solingen, är en tysk/svensk möbeldesigner och produktformgivare.

## Biografi
Reuber är uppvuxen utanför Eksjö i Småland och började sin utbildning på Grimslövs folkhögskola med inriktning konsthantverk & design (2011– 2012). Därefter följde en kandidatutbildning med inriktning textil formgivning på HDK Steneby (2012–2015). Slutligen läste hon en kandidatutbildning på Beckmans designhögskola på Formprogrammet där hon avlade examen 2020.

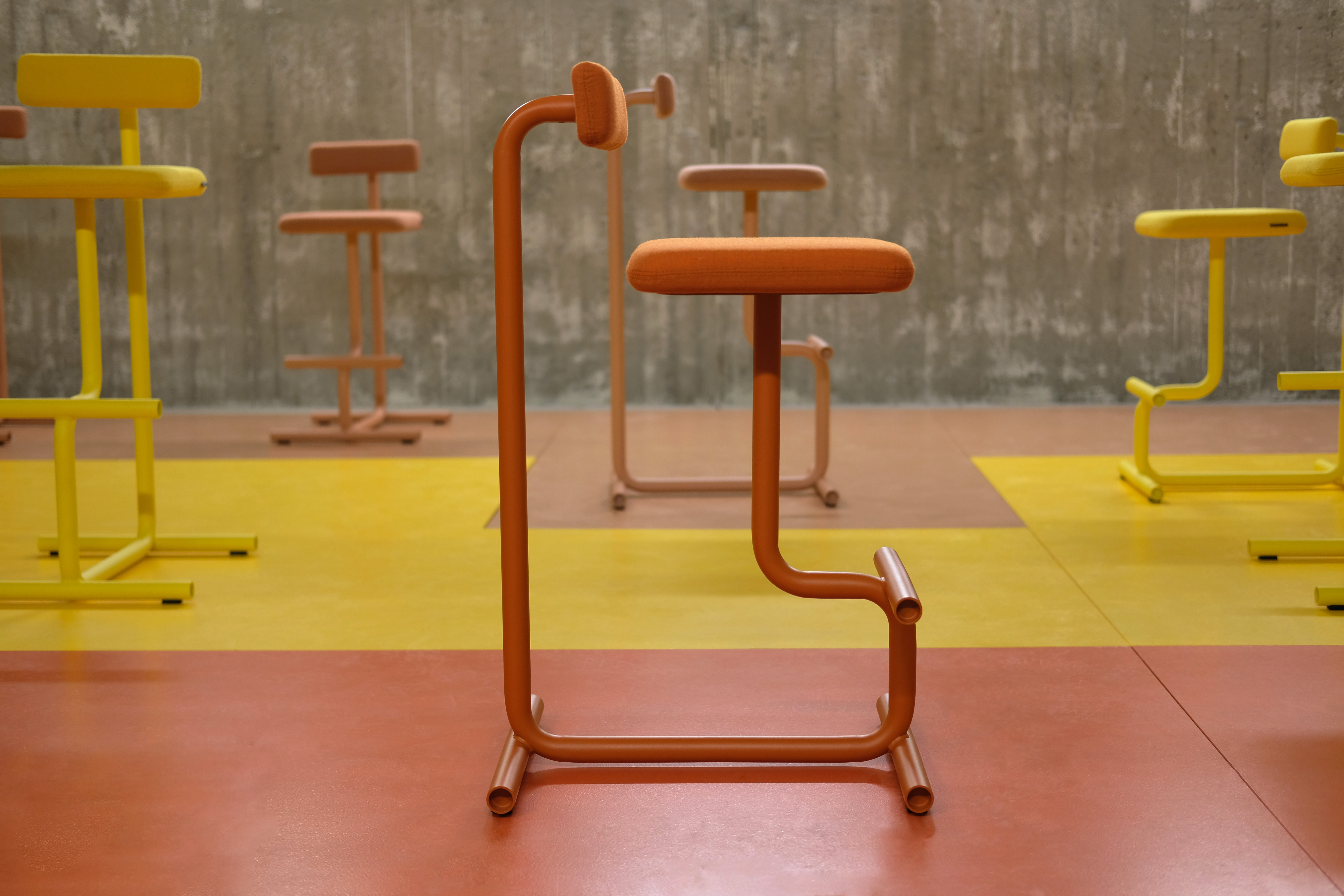
Nomole för Offecct.

Reuber lanserade 2022 sin första möbel barstolen Nomole i samarbete med möbelproducenten Offecct, där samarbetet inleddes under examensprojektet. Hon har även samarbeten med textilföretaget Klippan Yllefabrik samt San Francisco-grundade mattproducenten Peace Industry.